# Julien Arruti

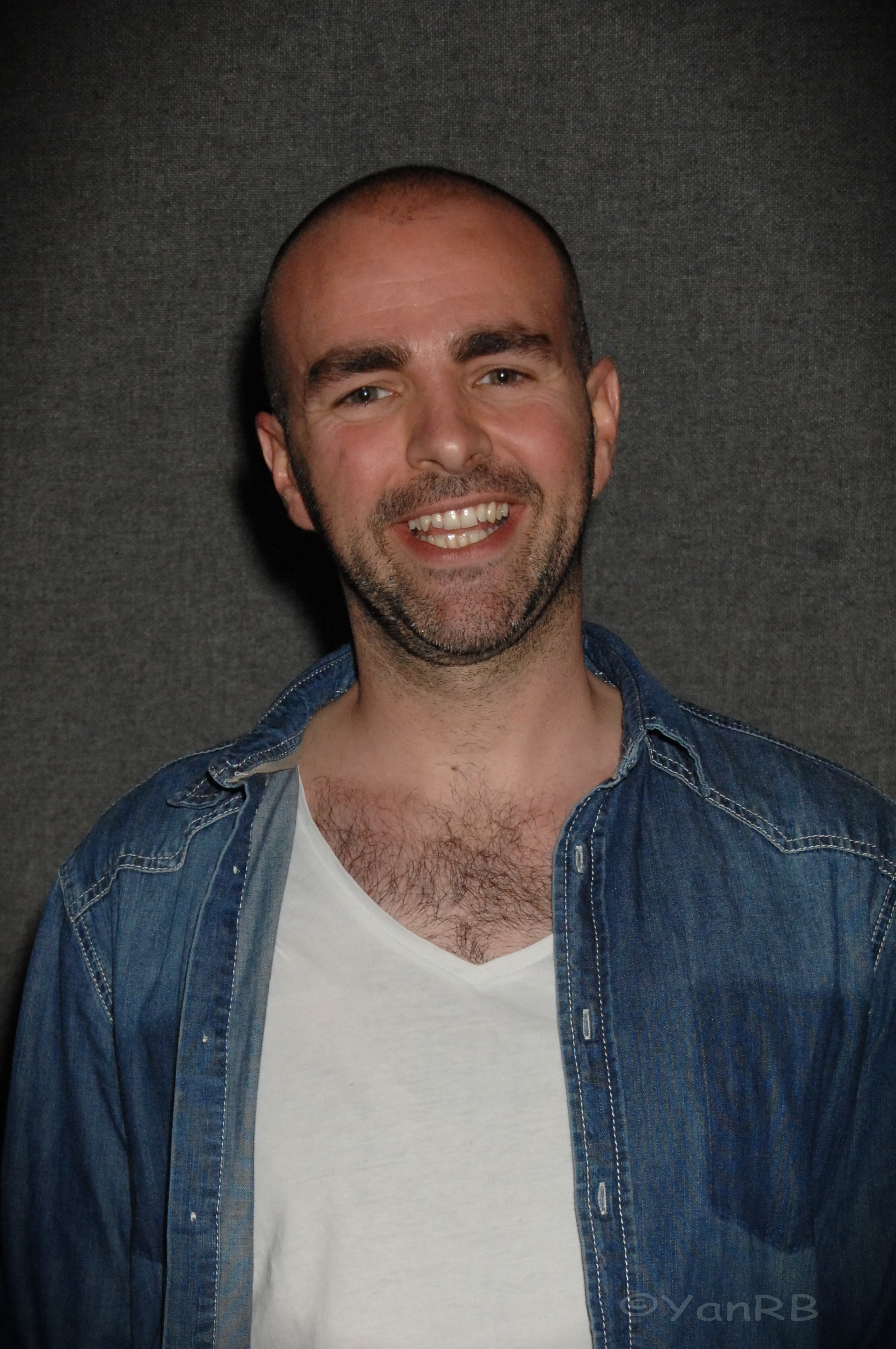
Julien Arruti 2014

Julien Arruti (* 25. November 1978 in Rueil-Malmaison) ist ein französischer Filmschauspieler und Drehbuchautor.

## Leben
Julien Arruti wuchs in La Celle-Saint-Cloud auf. Seine Karriere begann 2003 in der Fernsehserie Vrai Journal.  2005 wurde er Gründungsmitglied der Comedy-Truppe La Bande à Fifi.
2010 war er in dem Spielfilm Der Auftragslover (L’Arnacœur) in einer Nebenrolle zu sehen. Ab 2013 begann La Bande à Fifi selbst Spielfilme zu produzieren. Bei all diesen Filmen war Arruti als Schauspieler beteiligt; bei einigen auch als Drehbuchautor. Seine erfolgreichsten Filme waren Ab in den Dschungel (Babysitting 2) und Alibi.com.

## Filmografie (Auswahl)
- 2010: Der Auftragslover (Originaltitel: L’Italien),  Regie: Pascal Chaumeil
- 2013: Paris um jeden Preis (Originaltitel: Paris à tout prix),  Regie: Reem Kherici
- 2014: Project: Babysitting (Originaltitel: Babysitting),  Regie: Philippe Lacheau
- 2015: Ab in den Dschungel (Originaltitel: Babysitting 2),  Regie: Philippe Lacheau
- 2017: Alibi.com,  Regie: Philippe Lacheau
- 2017: Hochzeit ohne Plan (Originaltitel: Jour J),  Regie: Reem Kherici
- 2017: Heirate mich, Alter! (Originaltitel: Épouse-moi mon pote),  Regie: Tarek Boudali
- 2017: 30 Jours max, Regie: Tarek Boudali
- 2018: Nicky Larson – City Hunter (Nicky Larson et le parfum de Cupidon),  Regie: Philippe Lacheau
- 2021: Super-héros malgré lui,  Regie: Philippe Lacheau
- 2023: Alibi.com 2, Regie: Philippe Lacheau
- 2023: 3 Jours max, Regie: Tarek Boudali

## Theater
- Qui a tué le mort ? (2008 bis 2009, Théatre Le splendid, Inszenierung Philippe Lacheau)[2]